# Geodessus
Geodessus là một chi bọ cánh cứng trong họ Dytiscidae.
Chi này được Brancucci miêu tả khoa học năm 1979.

## Các loài
Các loài trong chi này gồm:
- Geodessus besucheti Brancucci, 1979
- Geodessus kejvali Balke & Hendrich, 1996